# Église San Giuseppe a via Nomentana
L'église San Giuseppe a via Nomentana est une église de Rome, dans le quartier de Nomentano, sur la via Nomentana.

## Histoire et description
Elle a été construite entre 1904 et 1905 dans le style néo-roman, et consacrée solennellement le 12 octobre 1905 par le cardinal Pietro Respighi. La façade est en briques et présente un porche à trois arcades et une rosace; est insérée dans la façade une mosaïque avec les armoiries de Pie X et des Chanoines du Latran. L'intérieur comporte trois nefs et une abside décorée dans le style cosmatesque par Eugenio Cisterna, avec une statue de san Giuseppe de Francesco Nagni.

L'église est siège paroissial, créé le 6 janvier 1905 par le pape Pie X, par la bulle Romanae aequabilius et est confiée aux Chanoines Réguliers de Saint-Sauveur du Latran.

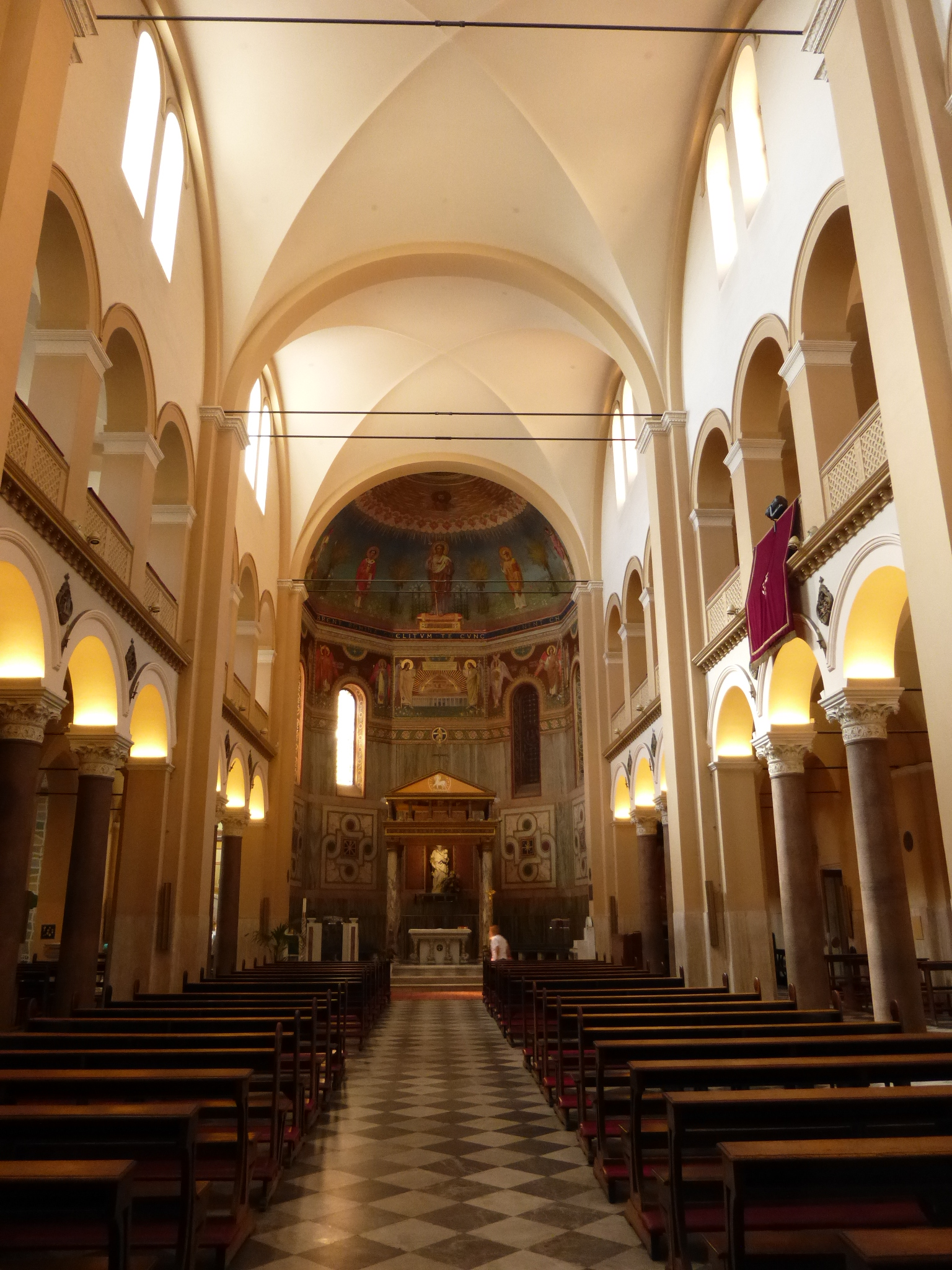
Intérieur
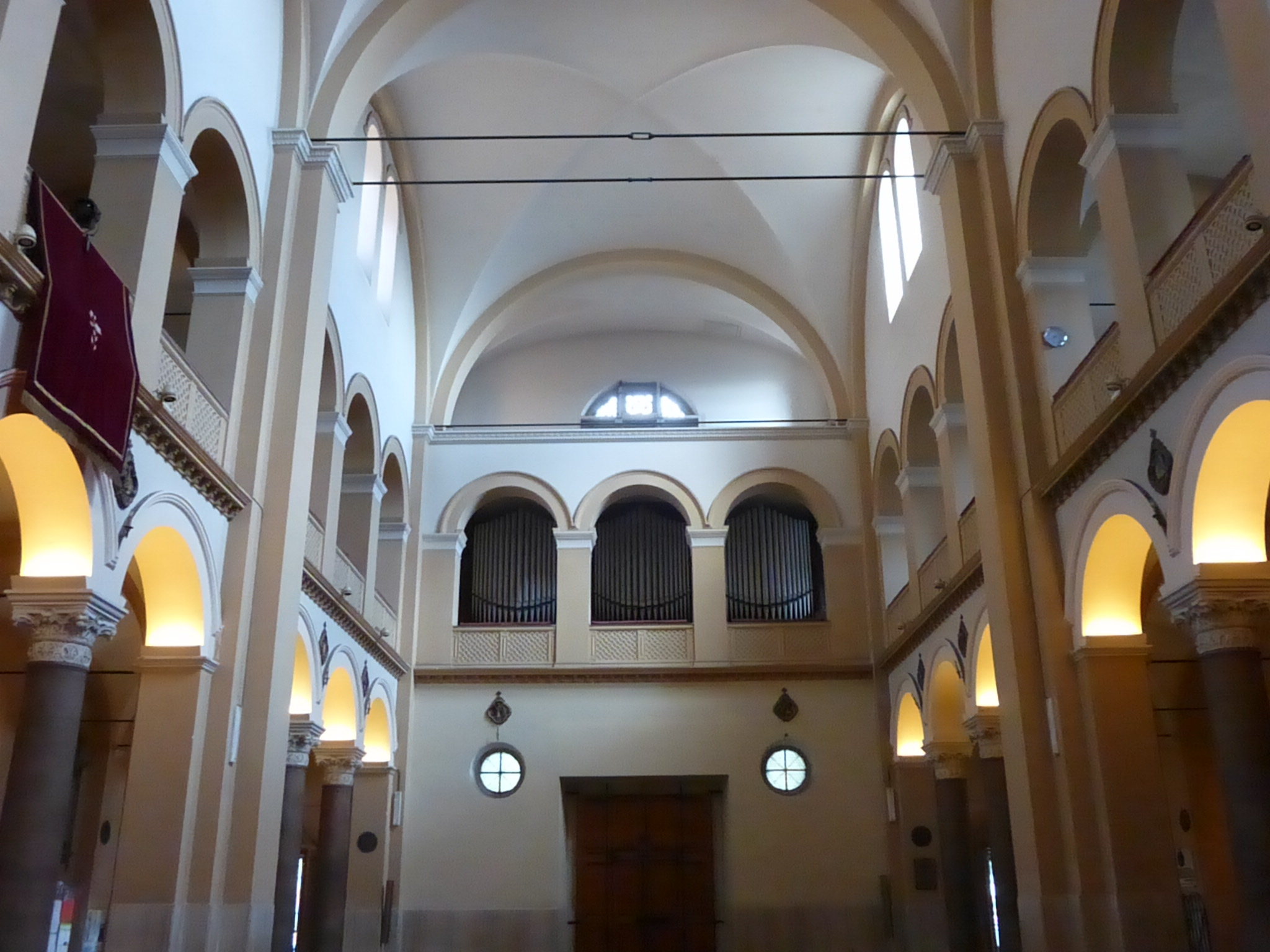
Contrefaçade et orgue
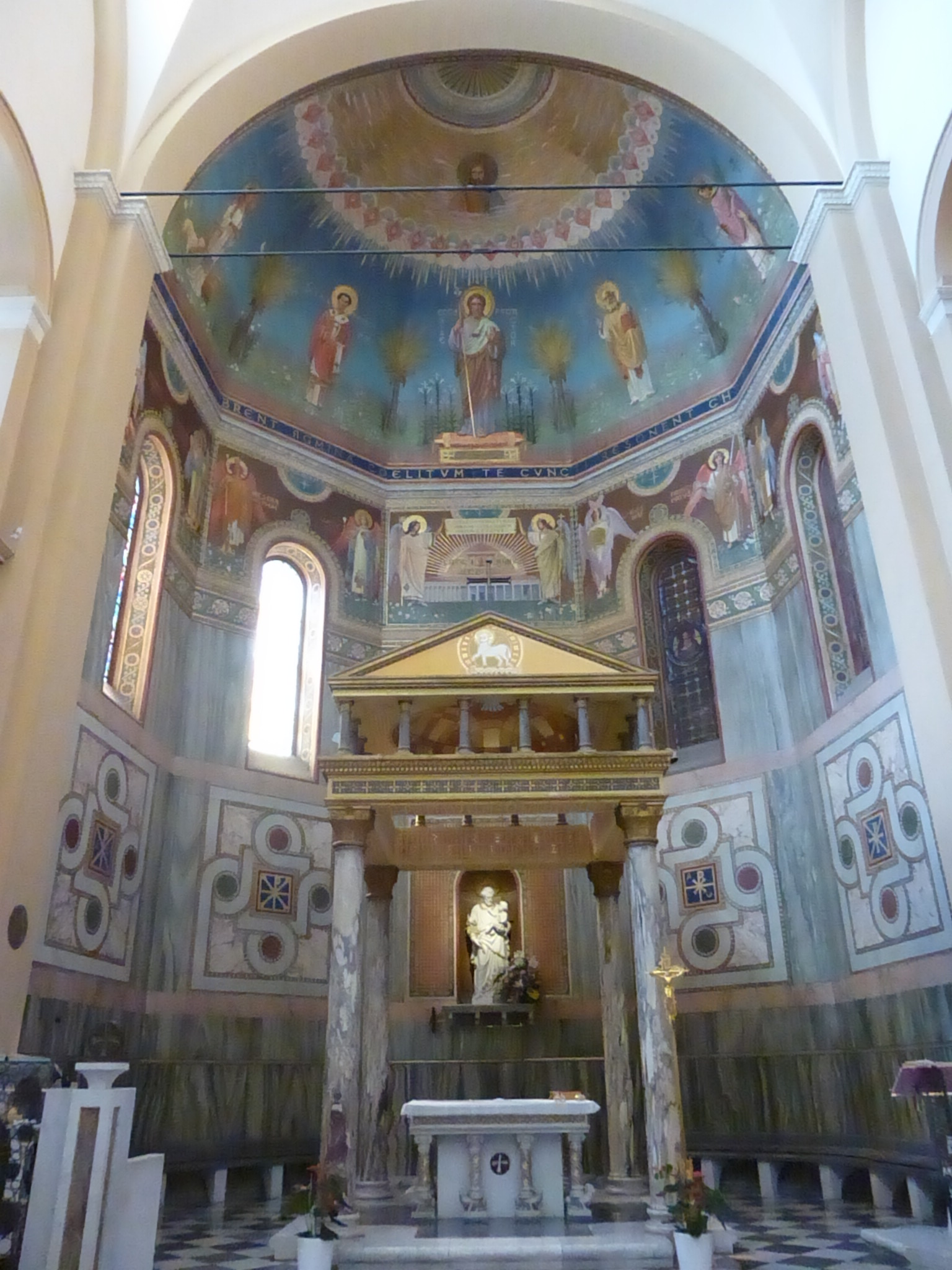
Abside et ciboire, imitation de style cosmatesque